# Faire route à l’Ouest
Faire route à l’Ouest (titre original : Make Westing) est une nouvelle de Jack London publiée aux États-Unis en 1909.

## Historique
La nouvelle est publiée initialement dans le magazine Sunset en avril 1909, avant d'être reprise dans le recueil When God Laughs and Other Stories en janvier 1911.

## Résumé
La Mary-Rogers, un voilier commandé par le brutal capitaine Cullen, tente désespérément de passer le redoutable Cap Horn. Après des semaines de tentatives avortées au milieu des tempêtes incessantes, le temps devient favorable et permet enfin le passage vers l'ouest ; mais alors que le navire est sur le point de filer vers le Pacifique, l'un des marins tombe à la mer et le capitaine refuse de le faire secourir. Son passager, Dorety, est scandalisé par cette attitude et avertit Cullen qu'il le dénoncera dès leur arrivée à San Francisco. Mais Cullen parvient à l'assassiner peu après, et déguise sa mort en accident.

## Éditions

### Éditions en anglais
- Make Westing, dans le magazine Sunset, mensuel, avril 1909.
- Make Westing, dans le recueil When God Laughs and Other Stories, un volume chez  The Macmillan Co, New York, janvier 1911.

### Traductions en français
- Faire route à l’Ouest, traduit par P. Reneaume, in Revue de Paris, 24e année, tome 1, 1917.
- Faire route à l’Ouest, traduit par Louis Postif, in Ric et Rac, hebdomadaire, 6 septembre 1930.
- Faire route à l’Ouest, traduction de Louis Postif, in Les Pirates de San Francisco et autres histoires de la mer, recueil, 10/18, 1973.
- Faire route à l’Ouest, traduction de Louis Postif, revue et complétée par Frédéric Klein, in Quand Dieu ricane, recueil, Phébus, 2005.

## Sources
- (en) Jack London's Works by Date of Composition
- http://www.jack-london.fr/bibliographie